# 晋冀鲁豫烈士陵园

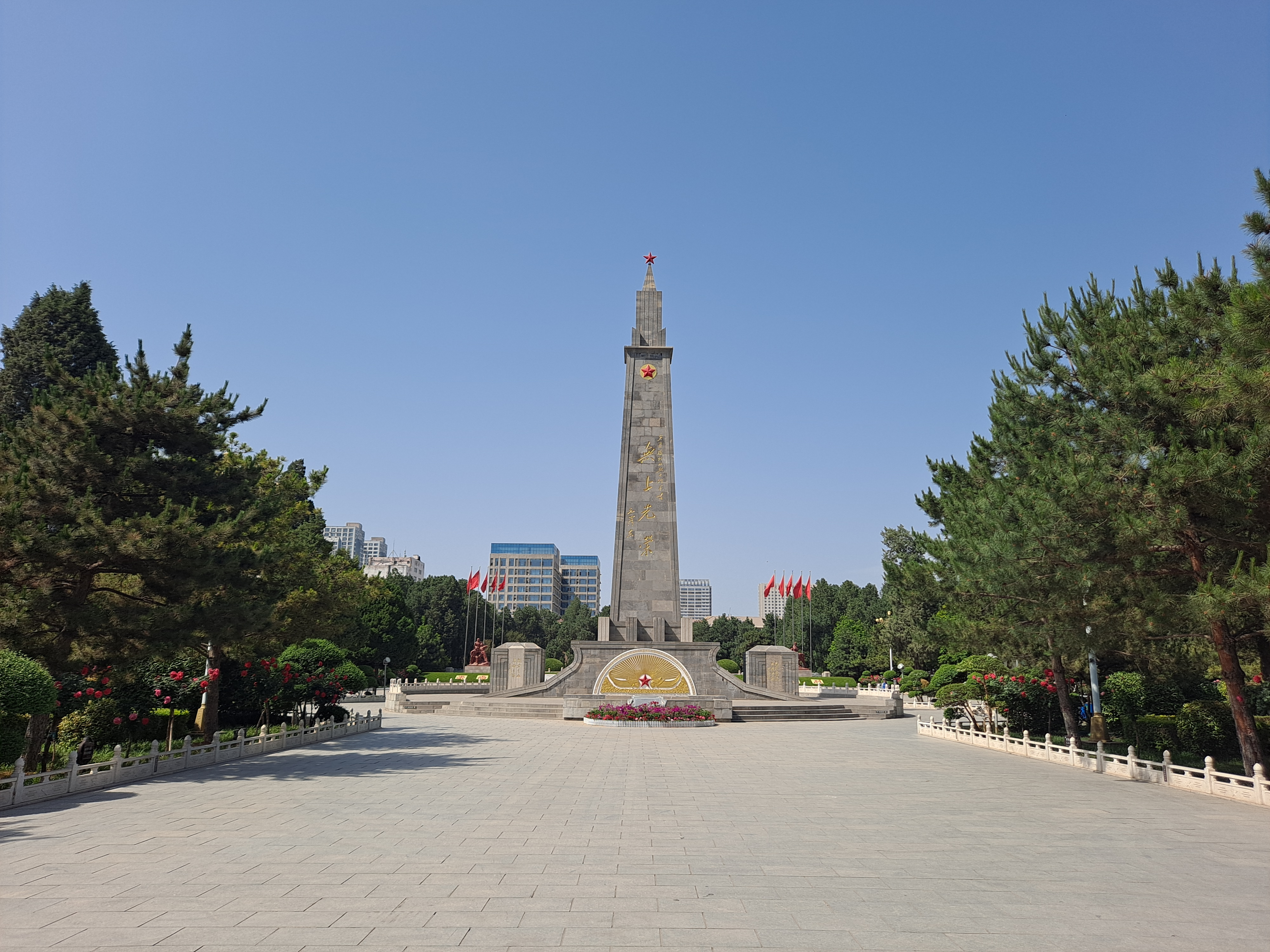
晋冀鲁豫革命烈士陵园纪念碑

晋冀鲁豫烈士陵园位于河北省邯郸市，是中华人民共和国成立后修建的首个烈士陵园，也是老一辈无产阶级革命家题词和碑文最多的烈士陵园。